# Buprestis confluenta
Buprestis confluenta är en skalbaggsart som beskrevs av Thomas Say 1823. Buprestis confluenta ingår i släktet Buprestis och familjen praktbaggar. Inga underarter finns listade i Catalogue of Life.